# Live It Up (canção de Jennifer Lopez)
"Live It Up" é uma canção da cantora norte-americana Jennifer Lopez. Conta com a participação do rapper Pitbull e foi composta e produzida por RedOne, com auxílio na escrita por Alex Papaconstantinou, Björn Djupström, Viktor Svensson, Armando Perez, Achraf Janussi e Bilal "The Chef" Hajji. A música marca a quinta colaboração entre os dois intérpretes, seguindo os passos de "On the Floor" e "Dance Again", em que ambos obtiveram um desempenho comercial positivo. O tema estreou na estação de rádio nova-iorquina WHTZ a 8 de Maio de 2013, sendo no mesmo dia foi disponibilizado na iTunes Store pela Capitol Records para servir como single de avanço do disco com data de edição prevista para o verão do mesmo ano.

## Lançamento
"Live It Up" estreou na estação de rádio de Nova Iorque WHTZ, servindo como single de avanço do futuro oitavo álbum de estúdio de Lopez. Durante uma entrevista ao locutor Elvis Duran, a cantora afirmou não querer revelar uma data para o lançamento do disco, embora tenha sido anunciado que estaria planeado para Novembro de 2013:
| “ | Acho que nós vamos lançar este primeiro, e em seguida, alguns outros singles e depois vamos decidir quando mostrar o álbum. Sou mais crente de deixar ganhar o seu impulso. Que haja demanda para o disco, divulgando boa música em primeiro lugar. | ” |

A promoção de novo material musical coincide com a estreia do seu concerto em 3D, Jennifer Lopez: Dance Again, que documenta a primeira digressão mundial de Jennifer em 2012, Dance Again World Tour. Dois dias antes de debutar, uma versão de baixa qualidade do tema foi colocado na Internet. No mesmo dia da primeira reprodução em rádio, foi disponibilizada na iTunes Store de países como Austrália e Portugal através da Capitol Records.

## Recepção pela crítica
Sam Lansky do sítio Idolator classificou "Live It Up" como "um estrondo óbvio de verão", que é "tão emocionante à medida que recebe um som altamente dance-pop", além de elogiar a sua produção e refrão, embora não estivesse tão receptivo em relação ao verso de Pitbull.

## Prêmios e indicações
| Ano  | Prêmiação                    | Categoria              | Resultado |
| ---- | ---------------------------- | ---------------------- | --------- |
| 2013 | MTV Video Music Awards       | Melhor Coreografia     | Indicado  |
| 2014 | MTV Video Music Awards Japan | Melhor Colaboração     | Indicado  |
| 2014 | World Music Awards           | Melhor Vídeo do Mundo  | Indicado  |
| 2014 | World Music Awards           | Melhor Música do Mundo | Indicado  |